# Сане, Мамаду
Мамаду Сане (фр. Mamadou Sané; род. 31 декабря 2004, Kandialong, Зигиншор) — сенегальский футболист, защитник лимасольского «Ариса». Выступал в национальной сборной Сенегала.

## Карьера

### «Арис» Лимасол

#### Сезон 2023/24
В 2021 году стал выступать за сенегальский клуб «Гедиавай», куда перешёл из сенегальской футбольной академии «Африка Фут». В июле 2023 года перешёл в кипрский «Арис». Дебютировал за клуб 21 июля 2023 года в матче за Суперкубок Кипра, победив никосийскую «Омонию». В июле 2023 года вместе с клубом отправился на квалификационные матчи Лиги чемпионов УЕФА. Первый матч в рамках еврокубкового турнира сыграл 26 июля 2023 года против белорусского клуба БАТЭ. Дебютный матч в чемпионате сыграл 21 августа 2023 года против клуба АЕК, выйдя на поле в стартовом составе. По итогу сезона вместе с клубом завершил чемпионат на итоговом четвёртом месте. На протяжении сезона выступал за клуб в роли одного из основных игроков, результативными действиями не отличившись. 

#### Сезон 2024/25 (аренда в «Франкс Борайнс»)
Новый сезон начал 24 августа 2024 года с матча против клуба «Кармиотисса», выйдя на поле в стартовом составе, также отличившись дебютной результативной передачей. Однако на протяжении первой половины сезона футболист сыграл всего лишь 6 матчей во всех турнирах, отличившись 2 результативными передачами. В конце января 2025 года на правах арендного соглашения присоединился к бельгийскому клубу «Франкс Борайнс» до конца сезона. Дебютировал за клуб 16 февраля 2025 года в матче против клуба «Локерен-Темсе», выйдя на поле в стартовом составе. По итогу сезона вместе с клубом завершил «чемпионат» на итоговом двенадцатом месте. На протяжении сезона был преимущественно игроком замены, сыграв лишь 3 матча, результативными действиями не отличившись. По окончании срока арендного соглашения покинул клуб.

#### Сезон 2025/26
Перед началом нового сезона присоединился к предсезонной подготовке лимасольского «Ариса». Однако вскоре сенегалец получил серьезную травму, выбыв из распоряжения клуба на длительный срок.

## Международная карьера
В январе 2023 года футболист вместе с национальной сборной Сенегала отправился на чемпионат африканских наций. Дебютировал за сборную 14 января 2023 года в матче против сборной Кот-д’Ивуара. В полуфинальном матче 31 января 2023 года против сборной Мадагаскара отличился результативной передачей, благодаря которой сенегальцы вышли в финал. В финале 4 февраля 2023 года футболист вместе со сборной в серии пенальти оказался сильнее сборной Алжира.

## Достижения
Клубные
«Арис» Лимасол
- Обладатель Суперкубка Кипра: 2023

Сборная
Сенегал
- Победитель чемпионата африканских наций: 2022